# Чака (язык)
Чака (Caka) — язык, на котором говорят в деревнях Асака, Басака, Батанга подокруга Аквая на северо-востоке округа Манью Юго-Западного региона в Камеруне.
У чака есть диалекты: ассака (адзу-балака) и батанга (адзу-батанга). Также лексически похож на языки бало (40 %), икеве-маки (40 %), ипуло (50 %), месака (30 %), осату (40 %), отанк (40 %), эсимби (35 %). Степень лексической близости между диалектами ассака и батанга оценивается SIL  в 80%.